# 今井ミカ
今井 ミカ（いまい みか、1988年12月12日 - ）は、日本の映画監督。群馬県出身。耳が聞こえないろう者である。

## 略歴
生まれつき耳が聞こえないろう者として生まれ、群馬県立ろう学校に幼稚部から高等部まで通う。小学六年生から家庭用のビデオカメラで映画作りを始め、高等部在学中の2005年に聾ろうロウデフアートフェスティバルin横浜において出品作が映画部門最優秀賞に選ばれる。
2007年に和光大学表現学部に入学し、映像制作を中心に学ぶ。2011年に自身の母語である手話を言語学の観点から学ぶために、日本財団の支援を得て香港中文大学の手話言語学&ろう者学研究センターの研究生として留学。
お笑い芸人「デフW」「手話で楽しむ 生きものずかん」など、幅広くエンターテインメントをプロデュース、またCMの手話監修など映像制作中心に打ち込んでいる。映画作品の多くは、ろう者を題材に音のない作品を作り続けてきたが、2018年初めて音響をつけた長編映画『虹色の朝が来るまで』が話題となり、2019年11月に劇場一般公開された。日本財団電話リレーサービスCM監督作品『できることを、あきらめない。』がYouTubeで2022年3月に公開、1ヶ月で再生数200万回突破。2021年に制作した二作目の長編映画『ジンジャーミルク』が、2022年に映文連アワード部門優秀賞、うえだ城下町映画祭大賞、TAMA NEW WAVE特別賞を受賞し、海外でも上映されるなど話題を呼んでいる。

## 監督作品

### 長編映画
- 虹色の朝が来るまで（2018年） - 監督・脚本・編集[3]
- ジンジャーミルク（2021年） - 監督・脚本・編集[4]

### 短編映画
- あだ名ゲーム（2014年）
- 私たちは、あきらめない～朋心会～

## 出演

### テレビ
- NHKニュースおはよう日本 けさのクローズアップ『耳の聞こえない映画監督 音のある世界を撮る』（2017年12月1日放送、NHK）
- ろうを生きる 難聴を生きる『ろうの映画監督　音のある世界を撮る』（2018年2月24日放送、NHK）[5]
- チェンジ・ザ・ワールド―ＳＤＧｓファイル『世界を変える志―「手話サービス」』（2020年7月15日放送、テレビ東京）[6]
- バトンタッチ SDGsはじめてます（2020年10月12日放送、BS朝日 ）[7]
- ほっとぐんま630『ろうの映画監督　手話で楽しく』（2021年6月21日放送、NHK）
- NHKニュースおはよう日本『手話で楽しみながら学べる動画を』（2021年6月28日放送、NHK）
- NHKハートネットTV #ろうなん（2023年1月10日、NHKEテレ）
- NHK Eテレ バリバラ　ふつうアップデート俳優編 ファイナル（2023年1月26日、NHKEテレ）

### 講演
- 早稲田大学演劇博物館 2020年度秋季企画展 「Inside/Out　――映像文化とLGBTQ+」記念プログラム

- 誰のためにつくるのか～『虹色の朝が来るまで』上映会＆今井ミカ（映画監督）、久保豊（金沢大学准教授）トークショー（2020/11/23）[8]

- 中野区区役所 障害福祉課　今井ミカ氏×奥村泰人氏リモート講演会（2021/03/15）[9]